# Hyloxalus insulatus
Hyloxalus insulatus es una especie de anfibio anuro de la familia Dendrobatidae.

## Distribución geográfica
Esta especie es endémica del Perú. Habita en las provincias de Chachapoyas y Bongará en la región de Amazonas y en la provincia de Celendín en la región de Cajamarca entre los 1260 y 2600 m sobre el nivel del mar en el valle del Río Marañón.

## Descripción
Los machos miden hasta 22.2 mm y las hembras hasta 26.0 mm.

## Publicación original
- Duellman, 2004 : Frogs of the genus Colostethus (Anura, Dendrobatidae) in the Andes of northern Peru. Scientific Papers of the Natural History Museum, University of Kansas, n.º 35, p. 1-49[5]